# Championnat de Hong Kong de football 1962-1963
Navigation
Saison précédente Saison suivante
La saison 1962-1963 du Championnat de Hong Kong de football est la dix-huitième édition de la première division à Hong Kong, la First Division League. Elle regroupe, sous forme d'une poule unique, les douze meilleures équipes du pays qui se rencontrent deux fois, à domicile et à l'extérieur. En fin de saison, les deux derniers du classement sont relégués et remplacés par les deux meilleurs clubs de Second Division League, la deuxième division hongkongaise. 
C'est le club de Yuen Long SA qui met fin au règne de South China AA, sextuple tenant du titre, en remportant le championnat cette saison après avoir terminé en tête du classement final, avec un seul point d'avance sur Tung Wah FC et deux sur un duo composé de Kitchee SC et Happy Valley AA. C'est le seul et unique titre de champion de Hong Kong de l'histoire du club. Quant au tenant, il ne termine qu'à la sixième place du classement, à quatre points du nouveau champion.

## Clubs participants
- Kitchee SC
- Kowloon Motor Bus FC
- South China AA
- Eastern AA
- Tung Wah FC
- Five-One-Seven FC
- Sing Tao SC
- Yuen Long SA
- Kwong Wah AA
- Tung Sing FC - Promu de D2
- Hong Kong Police FC
- Happy Valley AA

## Compétition
Le barème de points servant à établir les classements se décompose ainsi :
- Victoire : 2 points
- Match nul : 1 point
- Défaite : 0 point

### Classement
| Rang | Équipe               | Pts | J  | G  | N | P  | Bp | Bc | Diff |
| ---- | -------------------- | --- | -- | -- | - | -- | -- | -- | ---- |
| 1    | Yuen Long SA         | 34  | 22 | 15 | 4 | 3  | 50 | 34 | +16  |
| 2    | Tung Wah FC          | 33  | 22 | 13 | 7 | 2  | 63 | 23 | +40  |
| 3    | Kitchee SC           | 32  | 22 | 12 | 8 | 2  | 44 | 20 | +24  |
| 4    | Happy Valley AA      | 32  | 22 | 14 | 4 | 4  | 58 | 33 | +25  |
| 5    | Kwong Wah AA         | 31  | 22 | 12 | 7 | 3  | 59 | 33 | +26  |
| 6    | South China AAT      | 30  | 22 | 13 | 4 | 5  | 52 | 30 | +22  |
| 7    | Five-One-Seven FC    | 17  | 22 | 4  | 9 | 9  | 31 | 45 | -14  |
| 8    | Kowloon Motor Bus FC | 15  | 22 | 5  | 5 | 12 | 36 | 40 | -4   |
| 9    | Eastern AA           | 15  | 22 | 6  | 3 | 13 | 37 | 69 | -32  |
| 10   | Hong Kong Police FC  | 12  | 22 | 6  | 0 | 16 | 42 | 67 | -25  |
| 11   | Sing Tao SC          | 7   | 22 | 2  | 3 | 17 | 22 | 62 | -40  |
| 12   | Tung Sing FCP        | 6   | 22 | 1  | 4 | 17 | 15 | 53 | -38  |

|  | Champion de Hong Kong 1963              |
|  | Relégation directe en deuxième division |
|  | T : Tenant du titre P : Promu de D2     |

## Bilan de la saison
| Championnat de Hong Kong de football 1962-1963 |                          |
| Champion                                       | Yuen Long SA (1er titre) |
| Coupes et trophées                             |                          |
| Vainqueur de la Coupe de Hong Kong 1962-1963   | Non disputée             |
| Promotions et relégations                      |                          |
| Promus en First Division League                | Caroline Hill FC         |
| Promus en First Division League                | Army XI                  |
| Relégués en Second Division League             | Sing Tao SC              |
| Relégués en Second Division League             | Tung Sing FC             |